# Ташликуль (Мелеузівський район)
Ташлику́ль (рос. Ташлыкуль, башк. Ташлыкүл) — присілок у складі Мелеузівського району Башкортостану, Росія. Входить до складу Мелеузівського сільської ради.
Населення — 141 особа (2010; 70 в 2002).
Національний склад:
- башкири — 92%